# Thom Mayne
Thom Mayne (19 de enero de 1944) es un arquitecto estadounidense nacido en Waterbury (Estados Unidos) galardonado con el premio Pritzker en 2005.
Conocido con el sobrenombre de 'el chico malo de la arquitectura', gracias a su actitud rebelde y ferviente en sus proyectos. Se graduó en la Universidad del Sur de California en 1968. Posteriormente en 1972 creó el estudio Morphosis y SCI-ARC junto a sus amigos y profesores de universidad.

## Obras

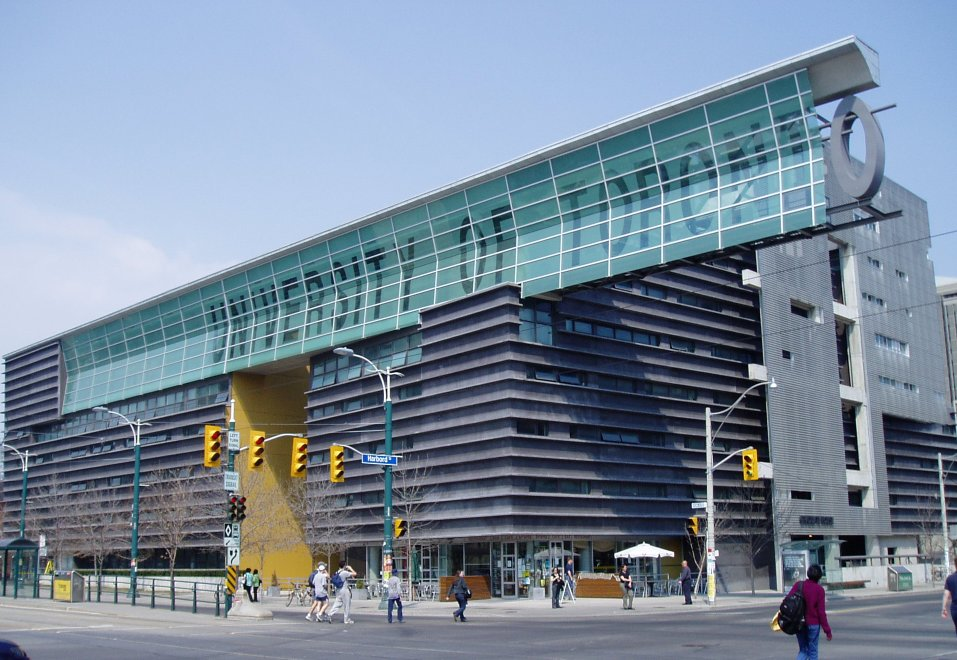
Edificio de graduados de la Universidad de Toronto.

Sus máximas creaciones hasta el momento son:
- La Casa Plateada (Lawrence Residence)
- Casa Delmar
- Casa en Malibu
- Blades Residence
- La Torre de Seúl
- Centro Comercial Vialia de Vigo[7][8]
- 41 Cooper Square[9]

Así como muchos arquitectos, el diseñó su propio estilo y lo plasmó en un reloj. Que le da el nombre de "Cero a la tercera potencia".[cita requerida] Mayne usa el arte y la tecnología de hoy para crear un estilo dinámico.